# Manavalakurichi
Manavalakurichi là một thị xã panchayat của quận Kanniyakumari thuộc bang Tamil Nadu, Ấn Độ.

## Địa lý
Manavalakurichi có vị trí 8°08′B 77°18′Đ / 8,13°B 77,3°Đ Nó có độ cao trung bình là 0 mét (0 feet).

## Nhân khẩu
Theo điều tra dân số năm 2001 của Ấn Độ, Manavalakurichi có dân số 10.404 người. Phái nam chiếm 50% tổng số dân và phái nữ chiếm 50%. Manavalakurichi có tỷ lệ 79% biết đọc biết viết, cao hơn tỷ lệ trung bình toàn quốc là 59,5%: tỷ lệ cho phái nam là 81%, và tỷ lệ cho phái nữ là 77%. Tại Manavalakurichi, 11% dân số nhỏ hơn 6 tuổi.